# Vicariatul Silvaniei
Vicariatul Silvaniei a fost o structură ecleziastică înființată în anul 1810 în cadrul Bisericii Române Unite cu Roma, cu sediul la Șimleu Silvaniei.
Demnitatea vicarială conferea titularilor săi statutul de suplinitor al episcopului în teritoriu, bucurându-se astfel de o întâietate onorifică față de protopopi.
Vicariatul Șimleului a făcut parte, până la înființarea Episcopiei de Gherla în anul 1853, din Arhieparhia de Făgăraș și Alba Iulia.
În anul 1837 vicarul Alexandru Sterca-Șuluțiu, viitor mitropolit, cerea împăratului Ferdinand I al Austriei sprijin material pentru construirea unei noi biserici vicariale la Șimleu. În anul 1845 împăratul și-a dat acordul pentru construirea bisericii din fonduri erariale. Biserica Intrarea în Biserică a Maicii Domnului din Șimleu Silvaniei, cu statut de biserică vicarială, a fost terminată în a doua jumătate a secolului al XIX-lea. În anul 1948 a fost confiscată de comuniști și atribuită Bisericii Ortodoxe Române.
În 1990 preotul Gheorghe Țurcaș și credincioșii greco-catolici au fost scoși afară din lăcaș de autoritățile regimului Ion Iliescu, la cererea Bisericii Ortodoxe Române (BOR), care a refuzat restituirea, deși avea o altă biserică proprie în localitate.

## Galerie de imagini

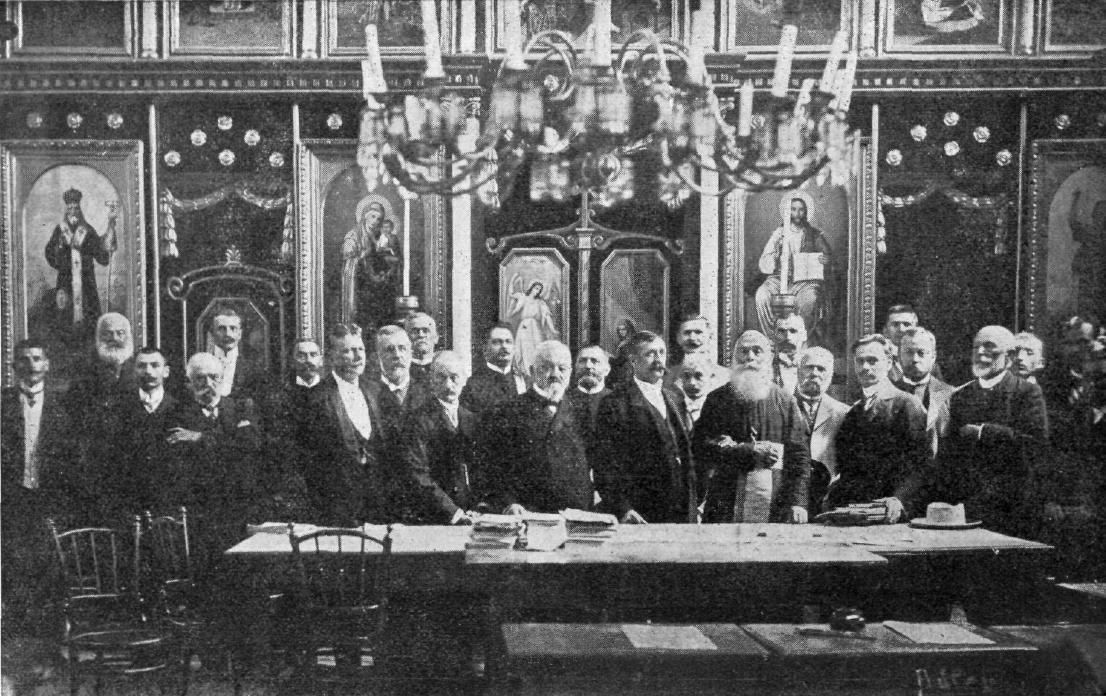
Vicarul Alimpiu Barbulovici și conducerea ASTRA în Biserica Intrarea în Biserică a Maicii Domnului din Șimleu, 1908